# Billy Ocean
Leslie Sebastian Charles (Trinidad, 21 januari 1950), beter bekend onder zijn artiestennaam Billy Ocean, is een Britse zanger die in de jaren zeventig en tachtig enkele internationale hits scoorde. Hij is bekeerd tot de Rastafari.

## Biografie
Ocean werd geboren op Trinidad, maar verhuisde op achtjarige leeftijd met zijn familie naar Engeland. Als tiener zong hij in clubs in Londen. In 1974 bracht hij zijn eerste single uit, onder de artiestennaam Scorched Earth.
Vanaf 1976 zong hij onder de naam Billy Ocean. Van zijn titelloze debuutalbum kwam de single Love Really Hurts Without You. Deze plaat werd een hit in onder meer Oceans' thuisland Groot-Brittannië, de Verenigde Staten en Nederland. Gedurende de jaren zeventig en tachtig volgden meer hits.
In 1984 brak Oceans'  succesvolste periode aan, met het album Suddenly en diverse hits "Caribbean Queen (No More Love On The Run)", "Loverboy" en 'Suddenly". Begin 1986 had hij in Nederland een nummer 1-hit in de destijds twee landelijke hitlijsten op de nationale publieke popzender Radio 3 (de Nederlandse Top 40 en de Nationale Hitparade) met de plaat When the Going Gets Tough, the Tough Get Going. Dit nummer was de titelsong van de Amerikaanse speelfilm The Jewel of the Nile. In 1988 volgde een tweede nummer 1-hit, Get Outta My Dreams, Get into My Car. Beide nummers zijn mede geschreven en geproduceerd door muziekproducent Robert Lange.
Na deze successen slaagde Ocean er niet meer in grote hits te scoren. Wel bracht hij nog verschillende albums uit, waaronder een Greatest Hits album in 1989. In het voorjaar van 2009 verscheen het album Because I Love You.

## Onderscheiding
In 2002 kreeg Ocean een eredoctoraat in de muziekwetenschappen aangeboden door de universiteit van Westminster.

## Discografie

### Albums
| Album met eventuele hitnotering(en) in de Nederlandse Album Top 100 | Datum van verschijnen | Datum van binnenkomst | Hoogste positie | Aantal weken | Opmerkingen   |
| ------------------------------------------------------------------- | --------------------- | --------------------- | --------------- | ------------ | ------------- |
| Suddenly                                                            | 1984                  | 26-01-1985            | 20              | 28           |               |
| Love Zone                                                           | 1986                  | 17-05-1986            | 8               | 20           |               |
| Tear Down These Walls                                               | 1988                  | 19-03-1988            | 11              | 13           |               |
| Greatest Hits                                                       | 1989                  | 04-11-1989            | 43              | 6            | Verzamelalbum |
| The Collection                                                      | 1991                  | 09-02-1991            | 22              | 12           | Verzamelalbum |

| Album met hitnotering(en) in de Vlaamse Ultratop 200 albums | Datum van verschijnen | Datum van binnenkomst | Hoogste positie | Aantal weken | Opmerkingen |
| ----------------------------------------------------------- | --------------------- | --------------------- | --------------- | ------------ | ----------- |
| Here You Are + The Best Of                                  | 2016                  | 07-05-2016            | 142             | 1            |             |

### Singles
| Single met eventuele hitnotering(en) in de Nederlandse Top 40 | Datum van verschijnen | Datum van binnenkomst | Hoogste positie | Aantal weken | Opmerkingen                                                                             |
| ------------------------------------------------------------- | --------------------- | --------------------- | --------------- | ------------ | --------------------------------------------------------------------------------------- |
| Love Really Hurts Without You                                 | 1976                  | 17-04-1976            | 11              | 6            | Troetelschijf Hilversum 3                                                               |
| L.O.D. (Love on Delivery)                                     | 1976                  | 31-07-1976            | tip15           | -            |                                                                                         |
| Red Light Spells Danger                                       | 1977                  | 16-04-1977            | 12              | 7            | Veronica Alarmschijf Hilversum 3                                                        |
| Are You Ready                                                 | 1980                  | 01-03-1980            | 12              | 7            | Veronica Alarmschijf Hilversum 3                                                        |
| European Queen (No More Love on the Run)                      | 1984                  | 13-10-1984            | 15              | 9            |                                                                                         |
| Loverboy                                                      | 1985                  | 12-01-1985            | 5               | 13           | Veronica Alarmschijf Hilversum 3                                                        |
| Suddenly                                                      | 1985                  | 29-06-1985            | 23              | 7            |                                                                                         |
| When the Going Gets Tough, the Tough Get Going                | 1986                  | 18-01-1986            | 1(5wk)          | 16           | Hit van het jaar 1986 / Veronica Alarmschijf Radio 3 + Soundtrack The jewel of the nile |
| There'll Be Sad Songs (To Make You Cry)                       | 1986                  | 03-05-1986            | 8               | 10           |                                                                                         |
| Bittersweet                                                   | 1986                  | 18-10-1986            | tip6            | -            |                                                                                         |
| Get Outta My Dreams, Get into My Car                          | 1988                  | 06-02-1988            | 1(1wk)          | 13           |                                                                                         |
| Calypso Crazy                                                 | 1988                  | 21-05-1988            | tip11           | -            |                                                                                         |
| License to Chill                                              | 1989                  | 30-09-1989            | tip5            | -            |                                                                                         |
| Pressure                                                      | 1993                  | 27-02-1993            | tip4            | -            |                                                                                         |

| Single met hitnotering(en) in de Vlaamse Ultratop 50 | Datum van verschijnen | Datum van binnenkomst | Hoogste positie | Aantal weken | Opmerkingen |
| ---------------------------------------------------- | --------------------- | --------------------- | --------------- | ------------ | ----------- |
| Love Really Hurts Without You                        | 1976                  | 24-04-1976            | 6               | 8            |             |
| Red Light Spells Danger                              | 1977                  | 07-05-1977            | 9               | 7            |             |
| European Queen (No More Love on the Run)             | 1984                  | 10-11-1984            | 21              | 6            |             |
| Loverboy                                             | 1985                  | 26-01-1985            | 3               | 13           |             |
| Suddenly                                             | 1985                  | 29-06-1985            | 23              | 7            |             |
| When the Going Gets Tough, the Tough Get Going       | 1986                  | 01-02-1986            | 1               | 14           |             |
| There'll Be Sad Songs (To Make You Cry)              | 1986                  | 03-05-1986            | 9               | 11           |             |
| Bittersweet                                          | 1986                  | 15-11-1986            | 27              | 5            |             |
| Love Really Hurts Without You (1986)                 | 1987                  | 03-01-1987            | 21              | 6            |             |
| Get Outta My Dreams, Get into My Car                 | 1988                  | 30-10-1988            | 1               | 15           |             |
| Calypso Crazy                                        | 1988                  | 21-05-1988            | 18              | 5            |             |

### NPO Radio 2 Top 2000
| Nummers met noteringen in de NPO Radio 2 Top 2000 | '99  | '00  | '01  | '02  | '03  | '04  | '05  | '06-'19 | '20  | '21  | '22  | '23  | '24  |
| ------------------------------------------------- | ---- | ---- | ---- | ---- | ---- | ---- | ---- | ------- | ---- | ---- | ---- | ---- | ---- |
| Love really hurts without you                     | -    | -    | -    | -    | -    | -    | 1987 | -       | 1876 | 1700 | 1904 | 1916 | 1802 |
| Loverboy                                          | 1527 | -    | -    | -    | -    | -    | -    | -       | -    | -    | -    | -    | -    |
| Red Light Spells Danger                           | -    | 1627 | -    | 1770 | -    | -    | -    | -       | -    | -    | -    | -    | -    |
| Suddenly                                          | 1050 | -    | 1370 | -    | 1682 | -    | -    | -       | -    | -    | -    | -    | -    |
| When the Going Gets Tough, the Tough Get Going    | 1220 | 1154 | 1599 | 1837 | -    | 1546 | -    | -       | -    | -    | -    | -    | -    |

1. ↑  Een '-' betekent dat het nummer niet was genoteerd en een vetgedrukt getal geeft de hoogste notering van een nummer aan.

- Bibsys: 6054671
- Biblioteca Nacional de España: XX1020780
- Bibliothèque nationale de France: cb13898063n (data)
- Catàleg d'autoritats de noms i títols de Catalunya: 981058516051106706
- Gemeinsame Normdatei: 13447578X
- International Standard Name Identifier: 0000 0000 7822 3141
- Library of Congress Control Number: n93107984
- MusicBrainz: 0e422e91-a42a-4b4d-8413-9baff67350f2
- Nationale Bibliotheek van Tsjechië: xx0000733
- Nationale Bibliotheek van Israël: 987007410255005171
- Nationale Bibliotheek van Polen: a0000002811594
- Nederlandse Thesaurus van Auteursnamen: 071026460
- Virtual International Authority File: 49408992
- WorldCat: E39PBJrKVDgyGGc3XJYKqdtFrq